# American Record Corporation
La American Record Company, conocida como ARC Records o por sus siglas ARC, fue una compañía discográfica estadounidense. Nació como resultado de la fusión, en julio de 1929, de las compañías discográficas Regal Records, Cameo Records, Banner Records, el departamento estadounidense de Pathé Records y Scranton Button Company. 
Louis G. Sylvester (antiguo director de la Scranton Button Company) fue nombrado presidente de esta nueva compañía, cuya sede principal se trasladó al número 1776 de Broadway en Manhattan, Nueva York. En octubre de 1929, Herbert Yates, el director de Consolidated Film Company se hizo con el control de ARC. En los años siguientes, la compañía sufrió los efectos de la depresión en el mercado, adquiriendo diversos sellos musicales a precios mínimos para incrementar su catálogo musical.
En diciembre de 1931 Warner Brothers alquiló a ARC las compañías discográficas Brunswick Records, Vocalion Records y las empresas que estaban asociadas a las mismas. En 1932, ARC se había convertido en el rey del mercado de los "3 discos a un dólar", vendiendo 6 millones de discos, el doble que la compañía discográfica RCA Victor. En un esfuerzo para intentar recuperar su posición en el mercado, RCA creó el sello musical Bluebird Records. ARC, posteriormente, adquirió el catálogo de Columbia Records.
En diciembre de 1938, la compañía ARC fue adquirida, por 700.000 dólares, por la CBS; ello propició que los derechos de los sellos discográficos de Brunswick y Vocalion volvieran a pertenecer a Warner Brothers, compañía que terminó transfiriendo dichos derechos a la compañía Decca Records.
- Datos: Q466599
- Multimedia: ARC Records / Q466599